# Маркос Корреа дос Сантос
Маркос Корреа дос Сантос (порт. Marcos Corrêa dos Santos), більш відомий як просто Маркіньйос (порт. Marquinhos, нар. 2 жовтня 1971, Ріо-де-Жанейро) — бразильський футболіст, що грав на позиції півзахисника.
Виступав, зокрема, за клуб «Фламенго», «Палмейрас» та «Коло-Коло», а також національну збірну Бразилії.

## Клубна кар'єра
Народився 2 жовтня 1971 року в місті Ріо-де-Жанейро. Вихованець футбольної школи клубу «Фламенго». Дорослу футбольну кар'єру розпочав 1988 року в основній команді того ж клубу, в якій провів сім сезонів, взявши участь у 80 матчах чемпіонату. За цей час виборов титул володаря Кубка Бразилії, ставав чемпіоном Бразилії та чемпіоном штату Ріо-де-Жанейро — Ліга Каріока в 1991 році.
1996 року перейшов у «Палмейрас», з якою виграв Лігу Пауліста 1996 року та Кубок Меркосур 1998 року, але не був основним і здавався в оренди до клубів «Жувентуде», «Баїя» та чилійське «Коло-Коло».
Повернувшись до Бразилії в 2000 році, він грав за клуби «Португеза Деспортос», «Понте-Прета», «Гуарані» (Кампінас), «Америка» (Ріо-де-Жанейро), «Америка» (Натал), «Мадурейра» та «Пайсанду» (Белен).
У 2006 році разом з ветеранами Одваном та Джаїром він виграв Трофей Ріо з «Мадурейрою». Пізніше він грав у «Сейландії», «Оларії», «Сідаді Азул» та «Американо».
Завершив ігрову кар'єру у команді «Гуанабара», за яку виступав протягом 2008 року.

## Виступи за збірні
1991 року залучався до складу молодіжної збірної Бразилії. У складі цієї команди виграв молодіжний чемпіонат Південної Америки у Венесуелі і поїхав на Молодіжний чемпіонат світу 1991 року в Португалії. Там Маркіньйос зіграв у всіх шести матчах і забив два голи, допомігши команді дійти до фіналу, в якому його команда поступилась в серії пенальті 2:4 господарям турніру португальцям і змушена була задовольнитись срібними нагородами, при цьому саме Маркіньйос не реалізував останній вирішальний удар.
З командою до 23 років у 1992 році брав участь у Передолімпійському турнірі КОНМЕБОЛ, де бразильці не змогли вийти з групи.
У складі національної збірної Бразилії був учасником розіграшу Кубка Америки 1993 року в Еквадорі, де зіграв у одному матчі, 27 червня 1993 року у чвертьфіналі проти Аргентини (1:1, 5:6 пен.). Цей матч так і залишився єдиним для Маркіньйоса за головну команду країни.

## Титули і досягнення
- Переможець Ліги Каріока (1):

«Фламенго»: 1991
- Переможець Ліги Пауліста (1):

«Палмейрас»: 1996
- Переможець Ліги Баїяно (1):

«Баїя»: 1998
- Володар Кубка Бразилії (1):

«Фламенго»: 1990
- Чемпіон Бразилії (1):

«Фламенго»: 1992
- Чемпіон Південної Америки (U-20): 1991